# Oz (Konami)
OZ (-オズ-), The Sword of Etheria ou Chains of Power é um jogo de ação produzido pela Konami para o vídeo game Playstation 2.
Em 2005 foi lançado OZ (Japão) e em 2006 The Sword of Etheria (Europa), foi apenas lançado nessas duas localidades. Mesmo The Sword of Etheria sendo lançado na Europa, ele possui a opção de resolução em 60 HZ(Ntsc) e 50 HZ(Pal), há um arsenal de 5 Idiomas sendo eles: Inglês, Franceis, Alemão, Italiano e Espanhol. Porem o idioma das Cutscenes é sempre em Inglês mas possui legendas no idioma selecionado.
Com personagens bem trabalhados com aspecto de anime feitos por Fumi Ishikawa (Ilustrador da série Suikoden) e músicas bem compostas pela talentosa Michiru Yamane (Compositora das músicas dos jogos Castlevania), é um jogo de ação com aspectos de RPG e seu maior fator que o torna tão diferente dos demais jogos, um sistema de aliados que lutam junto de seu personagem para destruir grandes hordas de inimigos.
A história do jogo se baseia em um mundo que é oprimido pelos Deuses e seus enviados, vocé será Fiel, um morador de um vilarejo, um garoto orfão que vive com sua irmã Dorothy, que é sequestrada junto de outras crianças de seu vilarejo, durante uma invasão dos enviados dos Deuses em seu vilarejo, assim com o decorrer da história ele irá contar com a ajuda de Almira, Leon (2 Katenas: Raça similar aos humanos porém envelhecem muito mais devagar e vivem mais do que os humanos, tem o poder de controlar Etheria, energia simples do Planeta) e Toto ( o estranho gato de Fiel e de Dorothy[irmã de Fiel]) que na realidade é um Lex(arma feita de Etheria, na qual apenas Katenas podem manejar) para ir para Theologia(o "castelo" dos Deuses). Assim Fiel descobre que tem descendência de Katenas (Mas para frente Fiel descobre sua origem).
Cada um dos membros da elite OZ possui um Lex (apenas o de Fiel-seu gato Toto- tem vontade própria), que, após absorver muita etheria se transforma numa armadura. No início do jogo, essas transformações (chamadas "Hex forms") aparecem só nas cutscenes, mais adiante você pode usá-las no final da fase após coletar um certo tipo de etheria. Os Lexes de cada personagem estão presos a alguma parte de seu corpo, o que geralmente afeta também na jogabilidade: o de Almira está em sua perna direita, sendo que ela é quem pula mais alto e corre mais rápido; o de Leon fica no seu braço esquerdo, e ele é o que tem maior poder de ataque - mesmo que você aumente a força dos outros personagens ao máximo, Leon é o único que atordoa os inimigos quase instantaneamente, tornando muito fácil fazer combos com ele.
O jogo tem uma relação com o O Mágico de OZ, já que os cinco personagens principais são postos como os do clássico: Fiel(Homem de Lata/Tinman: Sem coração), Almira (Espantalho/Scarecrow: Sem Cérebro), Leon (Leão/Leon: Sem Coragem), Dorothy e Toto. Porém em OZ/The Sword of Etheria há algumas diferenças: Fiel ama muito sua irmã, Almira é muito inteligente, Leon é corajoso e Toto aqui é um gato. É interessante também que as formas Hex dos personagens também representam os do Mágico de OZ: Fiel ganha uma armadura simples, mas que lembra um pouco o Homem de Lata; a de Almira lembra um corvo (em inglês, corvo é crow, enquanto espantalho é Scarecrow - que significa, ao pé da letra, "espanta corvos") e a de Leon é um leão.

## História
Quando as pessoas e "Katenas"(São iguais aos humanos mas vivem muito mais), duas espécies que viviam em harmonia. Contudo, algumas centenas de anos antes os "anjos" (enviados dos deuses) desceram do céu com o apelo dos deuses e nesse momento o mundo foi transformado.
Os Katenas tentaram resistir aos "anjos", mas estavam perdendo e desesperaram, caíram sob o controle dos Deuses e cortaram relações com os humanos.
- Prólogo: 85 anos depois do início da mudança do mundo, o mundo estava quieto, durante uma missão da "elite OZ"(ou apenas OZ), os três Katenas mais poderosos(sob o controle dos Deuses), tinham o objetivo de eliminar um experimento dos Deuses, Cain, Almira e Leon estavam muito próximos de seu objetivo, mas, de repente, Almira e Leon não conseguiram mais manter suas formas Hex, pois a etheria que lhes dava força estava agindo por vontade própria e deixando seus corpos para se concentrar em algum lugar desconhecido. Cain (o terceiro OZ, que tinha o poder de não só controlar etheria mas também se comunicar com ela) prosseguiu sozinho e algo inusitado aconteceu, Cain e o experimento haviam sumido. Com o primeiro fracasso da equipe OZ, Almira e Leon são "rebaixados" e uma nova equipe (que age como antagonista boa parte do jogo) assume o seu papel.
- Capítulo 1 - O Acordar: 15 anos depois do prólogo, é quando Almira começa a atacar o vilarejo de Fiel, Fiel pede para que Dorothy fuja junto das outras crianças do vilarejo para as montanhas, enquanto ele tentaria atrasar os enviados dos deuses para que as crianças pudessem fugir. Assim volta para o vilarejo, Toto(gato de Fiel e Dorothy) começa a agir estranhamente e se separa de Dorothy. Ao chegar no vilarejo Fiel vê seus amigos e as pessoas que cuidaram dele machucadas e mortas. Lá estava presente uma mulher, após uma breve conversa ela diz ser Almira, ela vai te atacar e Toto intervirá, ele estará falando e com asas, ele se tornara uma arma pois Toto é um Lex(arma "mágica" que funciona com Etheria[energia simples do planeta]). Assim Fiel derrota Almira e algo inesperado acontece, Fiel libera Almira do controle dos Deuses, após um pequena conversa ela diz não ser a única "enviada" a vir em busca das crianças e o outro enviado está nas montanhas. Fiel corre para as montanhas.

## Personagens
- Nome: Fiel

Idade: 3 anos (no prólogo), 18 anos (no jogo em si)

Raça: Hume

Fiel é um jovem orfão, a única pessoa querida que ele tem é sua irmã Dorothy, que foi raptada, desde então ele busca sua irmã. É filho de Cain e ?Jane?. Sua Lex é uma espada. É o personagem mais forte do jogo.
- Nome: Almira

Idade: 20 anos(No Prólogo), 35 anos(No jogo em si)

Raça: Katena

A estrategista do grupo. O Lex que os deuses implantaram em sua perna faz com que ela esteja sempre calma, calculando a maneira mais sensata de agir em qualquer situação. Age como a voz da consciência de Fiel o jogo inteiro, não só durante as lutas, mas também com as verdades que o garoto descobre sobre seu passado e de sua irmã.
- Nome: Leon

Idade: 20 anos(No Prólogo), 35 anos(No jogo em si)

Raça: Katena

Leon é o encrenqueiro do grupo, sempre se metendo em briga sem pensar duas vezes. O Lex que tem no braço o impede de sentir medo durante a batalha e aguça seus instintos de luta. O seu estilo impulsivo é um contraste à sensatez de Almira.
- Nome: Dorothy

Idade: 15 anos

Raça: Hume

Irmã de Fiel. Ela é o experimento, "Child of the Gods", encontrado por Cain.
- Nome: Cain

Idade: 20 anos(No Prólogo), 35 anos(No jogo em si)

Raça: Katena

Pai de Fiel. 3 anos antes do prólogo ?Jane?, esposa de Cain, deu à luz Fiel; 3 anos depois do nascimento de Fiel, Cain trouxe o experimento para o vilarejo onde Fiel estava e descobre que ?Jane? havia morrido, então ele pede para que os moradores cuidassem de Fiel(3 anos) e Dorothy(recém-nascida) , nome dado ao experimento "Child of the Gods", assim fugiria para que os Deuses pensasem que ele estivesse com Dorothy, 15 anos depois da fuga ele é capturado e os Deuses finalmente sabem aonde seu experimento estava e nessa parte se inicia o jogo, quando Almira e Leon são enviados para encontrar o experimento no vilarejo.
- Nome: ?Jane?

Idade: ? (?18? anos, no prólogo)

Raça: Hume

Mãe de Fiel, morreu 3 anos depois de ter dado a luz a Fiel.
- Nome: Toto

Idade: ?

Raça: ?Lex? (?Gato?)
- Nome: Vitis

Idade: ? (?35? anos)

Raça: Katena

O líder do novo OZ. Como o de Almira, seu Lex lhe mantém sempre calmo e bolando alguma forma de superar qualquer situação. O Lex dele está em seus punhos, e, quando ativada a sua Hex form (que lembra um cavaleiro), viram lâminas.
- Nome: Juju

Idade: ? (?17? anos)

Raça: Katena

Um dos membros do novo OZ, Juju é a única Katena do jogo que tem seu Lex como uma parte extra do corpo (ao invés de cobrir qualquer parte do corpo, ele tem a forma de asas). Seus ataques são os que têm maior alcance.
- Nome: Galumn

Idade: ? (?50? anos)

Raça: Katena

Também faz parte do novo OZ. Seu Lex cobre seus ombros e a cabeça de uma forma que lhe deixa parecido com um lobisomem. Aliás, tem-se a impressão que ele já está em sua Hex form na primeira vez que o encontra, mas depois descobre-se que essa era realmente sua forma natural. Quando transformado, ganha apenas um chifre e armadura pelo resto do corpo.